# Żabi Koń (Dolina Kobylańska)
Żabi Koń – turnia w Dolinie Kobylańskiej na Wyżynie Olkuskiej będącej częścią Wyżyny Krakowsko-Częstochowskiej. Administracyjnie znajduje się w granicach wsi Kobylany w gminie Zabierzów w powiecie krakowskim, województwie małopolskim. Znajduje się w dolnej, południowej części doliny, gdzie wysoko wznosi się w jej orograficznie lewych zboczach. Znajduje się na terenie otwartym, u jej podnóży na dnie doliny jest płaskie, trawiaste rozszerzenie i wypływa Źródło św. Antoniego. Przez wspinaczy skalnych turnia ta wraz z Dzwonem, Dziobem Kobylańskim i Mnichem zaliczana jest do Grupy Żabiego Konia. Na szczycie Żabiego Konia znajduje się metalowy krzyż.
Dolina Kobylańska jest jednym z najbardziej popularnych terenów wspinaczki skalnej. Skały mają dobrą asekurację, a Żabi Koń jest oblegany przez wspinaczy. Paweł Haciski tak o nim pisze: Przyjemne jest wspinanie na czołowej ścianie Żabiego Konia – wysoko nad dnem doliny, z ładnymi widokami ze szczytu. Zbudowana z wapieni turnia ma ściany wspinaczkowe o wysokości 10–40 m, połogie, pionowe lub przewieszone, z filarem i zacięciem. Wspinacze skalni poprowadzili na nich 28 dróg wspinaczkowych o trudności III+ – VI.4+ w skali Kurtyki. Mają wystawę zachodnią i północno-zachodnią. Niemal wszystkie drogi mają zamontowane stałe punkty asekuracyjne: ringi (r), haki, stanowiska zjazdowe (st) lub dwa ringi zjazdowe (drz).
Wspinacze skalni do Żabiego Konia zaliczają również Mur przy Żabim Koniu oraz ścianę pomiędzy Żabim Koniem a Dziobem Kobylańskim, opisując ją jako Kapliczkę. W pionowych skałach Kapliczki znajduje się wykuta w skale kapliczka (jest to Schronisko z Obrazem). Prowadzą do niej betonowe schody, w górnej części ubezpieczone poręczą. Z niewielkiego placyku przed kapliczką rozległy widok na Dolinę Kobylańską. Oprócz tego schroniska w Żabim Koniu znajdują się jeszcze: Korytarz w Okapie, Okap za Żabim Koniem, Okap z Rurami, Szczelina obok Żabiego, Tunelik przy Schronisku z Obrazem.

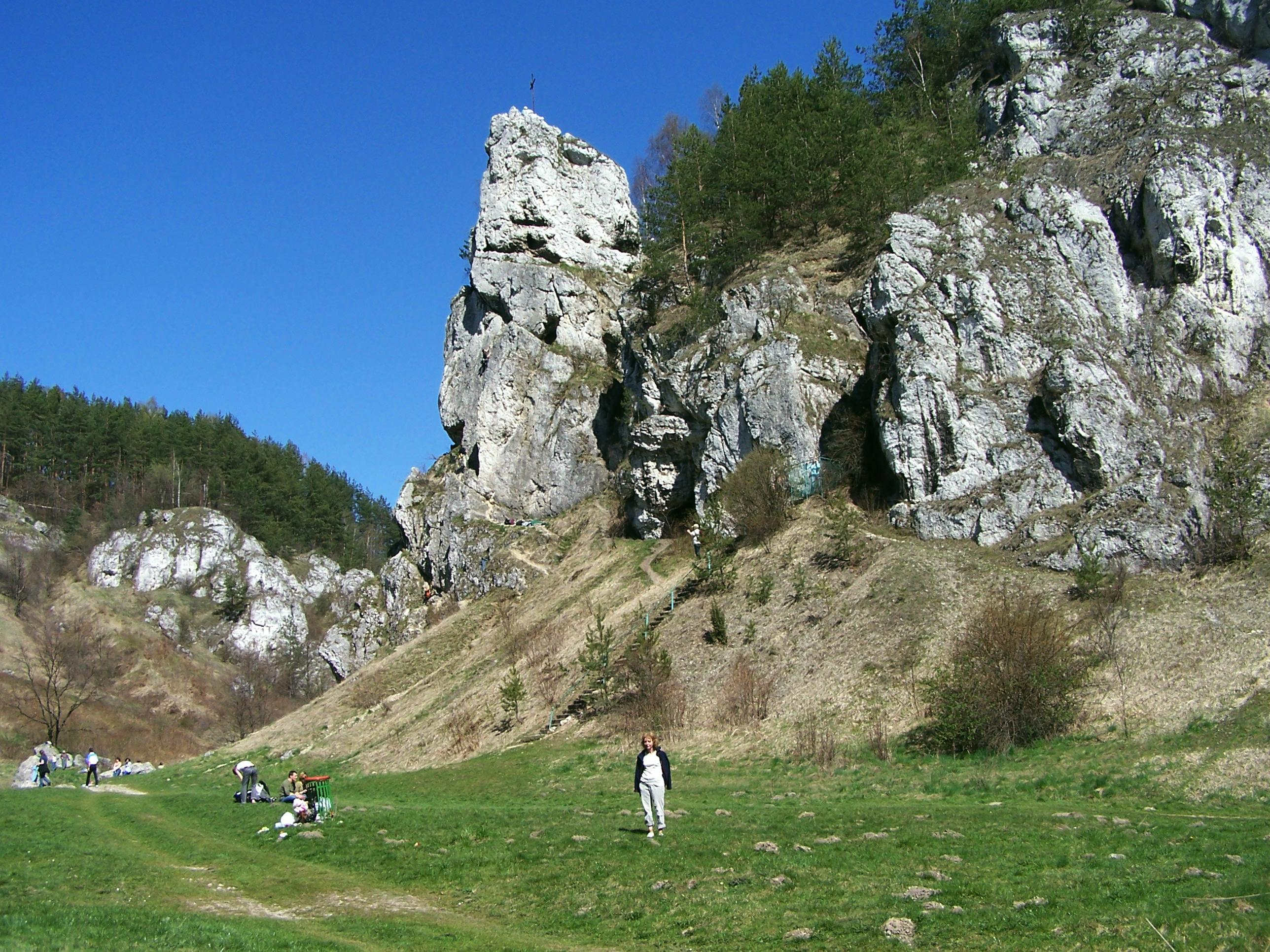
Grupa Żabiego Konia
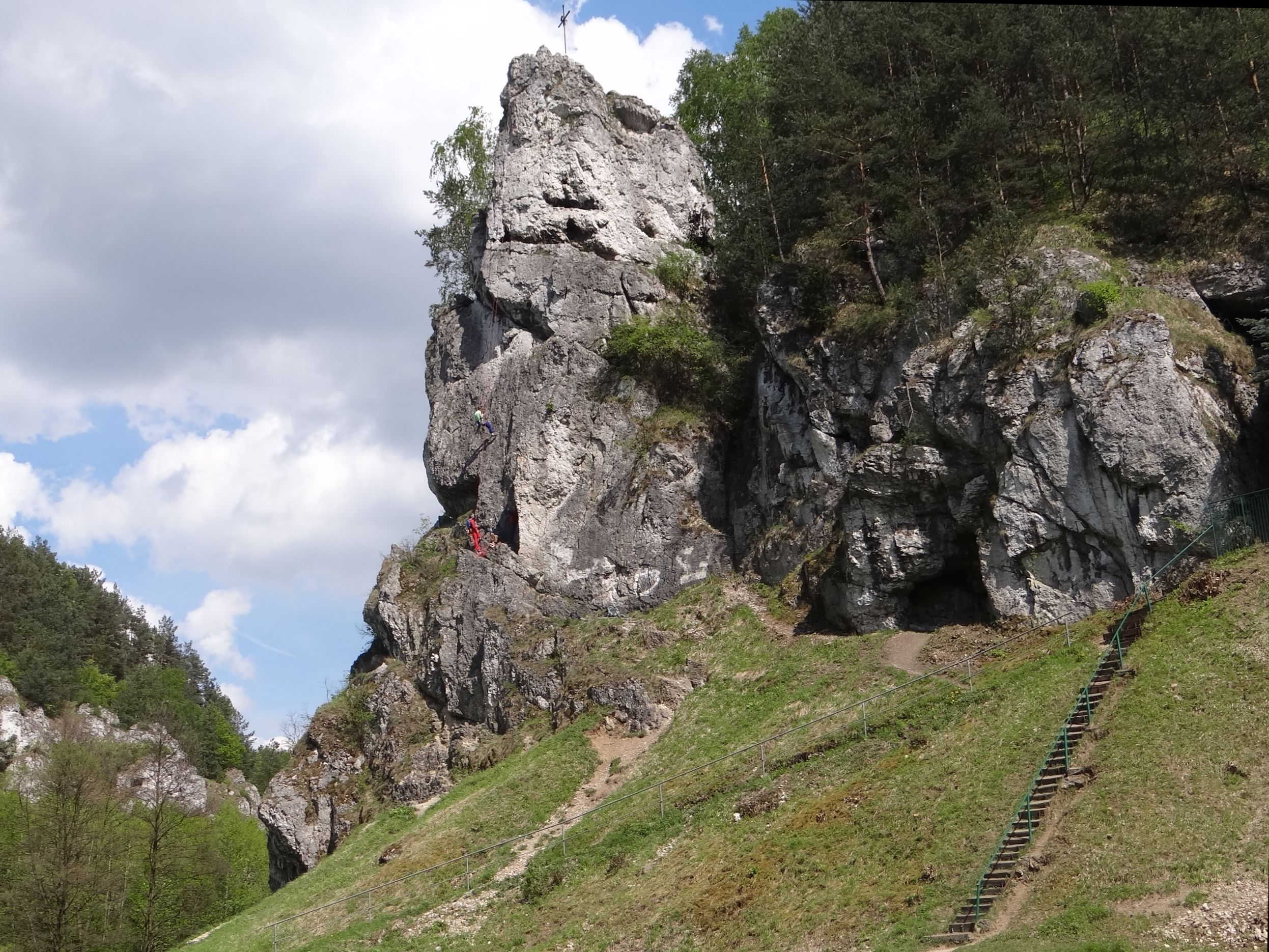
Żabi Koń
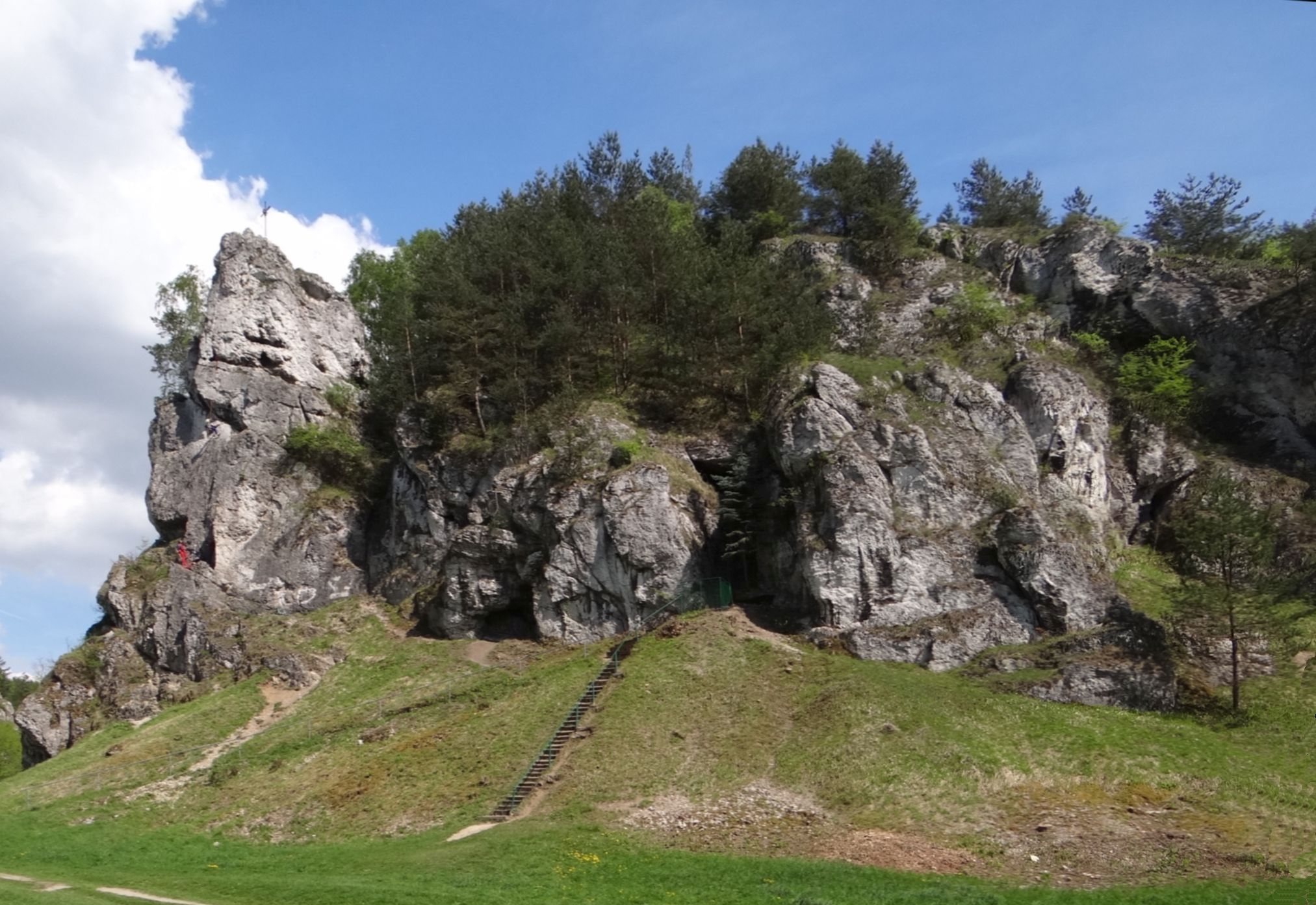
Grupa Żabiego Konia
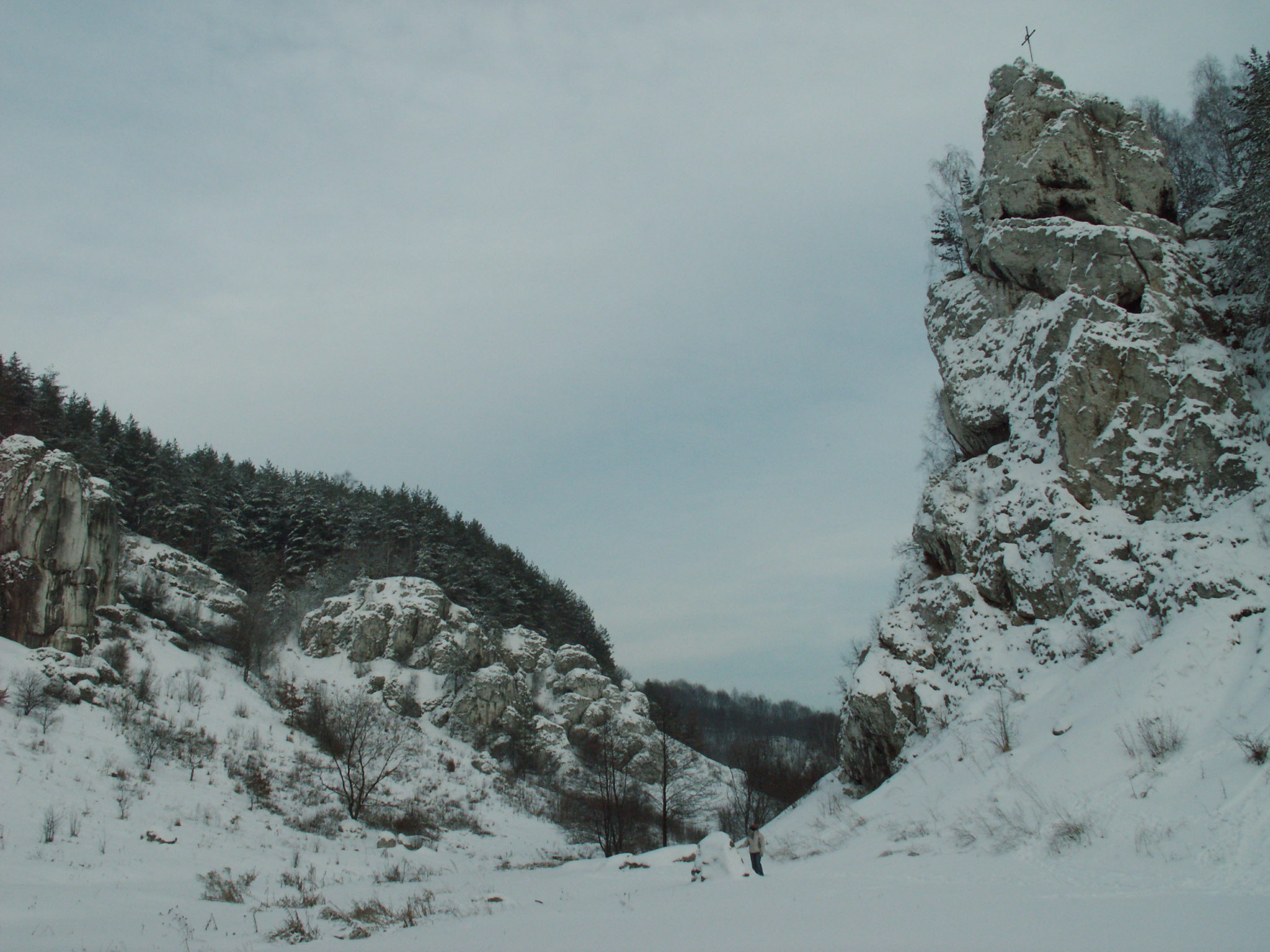
Żabi Koń zimą

## Drogi wspinaczkowe
Żabi Koń
1. Lewy kant Żabiego Konia; V+, 9r + st, 25 m
2. Superkancie; VI, 9r + st, 25 m
3. Superdirettissima Żabiego Konia; VI.1+, 12r + st, 25 m
4. Direttissima Żabiego Konia; VI 12r + st, 30 m
5. Trawers Żabiego Konia; IV+, 10r + 3h + 2st, 50 m
6. Górny trawers Żabiego Konia; IV+, 7r + 3h + st,50 m
7. Prawy kant Żabiego Konia; VI, 12r + st, 30 m
8. Jarzębinka; V-, 8r + st, 30 m
9. Końskie Udka; V+, 5r + st, 10 m

Mur przy Żabim Koniu
1. Żabia ścianka; V, 3r + st, 10 m
2. Żabia załupa; III+, 11 m
3. Wąska rysa; VI+, 12 m
4. Szaranagażaba; VI.3+, 4r + st, 12 m
5. Trzecia rysa; V+, 12 m
6. Piwo dla bezrobotnych; VI.2, 5r + st, 12 m
7. Czyż nie obija się Żabich Koni; VI.4+, 4r + st, 12 m
8. Lewy igrek; VI.1, 12 m
9. Prawy igrek; VI.1+, 1r, 12 m
10. Łagodne newtony; VI.4, 4 + st, 12 m
11. Ogiery Czują Się Świetnie; VI.1, 6r + drz, 15 m
12. Lewy kant Żabiego Konia; V+, 5r, 25 m

Kapliczka
1. Końskie Udka; V+ 5r + st, 10 m
2. Fatimska; VI+ 6r + st, 10 m
3. Licheńska; IV+ 4r + st, 10 m
4. Jasnogórska; V 4r + st, 10 m
5. Kalwaryjska; VI.1 4r + st, 10 m
6. Ostrobramska; V+ 4r + st, 10 m
7. Niepokalana; VI+ 4r + st, 10 m[2].

Żabi Koń wraz ze znajdującą się na przeciwległym zboczu skałą Mała Płyta tworzy tzw. Bramę Kobylańską – obustronnie zamknięte skałami zwężenie doliny.